# Xã Westfield, Quận Steele, Bắc Dakota
Xã Westfield (tiếng Anh: Westfield Township) là một xã thuộc quận Steele, tiểu bang Bắc Dakota, Hoa Kỳ. Năm 2010, dân số của xã này là 59 người.